# Череда трёхраздельная
Череда́ трёхразде́льная (лат. Bídens tripartíta) — однолетнее травянистое растение; вид рода Череда (Bidens) семейства Астровые (Asteraceae), типовой вид этого рода.
Русские народные названия: золотушная трава, череда, козьи рожки, прицепа, болотная стрелка, двузубец, собачник, шабашник, репехи собачьи.

## Ботаническое описание
Однолетнее растение. Корень стержневой, сильно разветвлённый, тонкий.
Стебель одиночный, прямостоячий, красноватый, вверху супротивно ветвящийся, высотой до 100 см.
Листья супротивные, с короткими крылатыми черешками, трёхраздельные, с ланцетовидными пильчато-зубчатыми долями (средняя доля крупнее), голые, тёмно-зелёные.
Листья простые с изрезанной листовой пластинкой: многократно перисторассечённые, супротивные, короткочерешковые или самые верхние простые с цельной листовой пластинкой: эллиптические или продолговатые, край цельный, основание округлое, верхушка острая, жилкование перистое.
Цветки грязновато-жёлтые, все трубчатые, обоеполые, собраны в крупные, плоские одиночные или по нескольку на концах ветвей корзинки на верхушке стебля и супротивных пазушных побегах, обёртка корзинки двухрядная: наружная из 5—8 листовидных продолговатых, коротко заостренных листочков, превышающих диаметр корзинки и оттопыренных; внутренняя из красноватых, пленчатых, прижатых листочков; цветоложе усажено узкими пленчатыми прицветниками, цветки вместо чашечки имеют 2—3 прямостоячие острозубчатые щетинки с крючковатыми зубчиками, остающиеся при плодах.
*P(5) A(5) G(2). Завязь нижняя.
Плод — обратнояйцевидная, клиновидная, сплюснутая, с двумя зазубренными остями семянка. Благодаря этим остям плоды легко цепляются к шерсти животных, одежде человека и переносятся на большие расстояния. Цветёт с конца июня до сентября, плоды созревают в конце сентября — октябре.

## Распространение и среда обитания
Распространена почти во всей европейской части России, в Сибири, Средней Азии, на Кавказе и Дальнем Востоке.
Растёт по сырым берегам рек, вдоль мелиоративных каналов, у прудов и озёр, на болотах, в канавах, где часто образует заросли. Рассеянно встречается на лугах, как сорняк в огородах и на полях.
Череда — тепло- и влаголюбивое растение. В холодные дождливые вёсны она растёт медленно и плохо развивается.

## Значение и применение
Из листьев и цветков череды получают ярко-жёлтую, кремовую и коричневую краску для окрашивания шёлковых и шерстяных тканей.
Применяется в ветеринарии.
В молодом возрасте хорошо поедается свиньями.
Осенний поддерживающий медонос, даёт незначительное количество нектара и пыльцы. Одно соцветие выделяет 0,1283—0,3108 мг нектара. Нектаропродуктивность 100 цветков в условиях юга Дальнего Востока 13,0—15,0 мг. Пчёлы посещают её охотно только в безвзяточный период.
Культивируется.

### Применение в медицине
Популярность череды как лекарственного растения раньше была настолько велика, что её заготовка в XIX веке проводилась в 29 губерниях России. Использовалась только внутри страны; на Западе её лечебное действие не признавалось, но зато она активно использовалась в китайской и тибетской медицине, которая рекомендовала её при дизентерии, экземе, при заболеваниях суставов.

#### Лекарственное сырьё
Лекарственным сырьём являются облиственные верхушки стеблей и боковых ветвей длиной не более 15 см и крупные листья — трава череды (лат. Herba Bidentis), которую собирают в период бутонизации в первой половине июня. Сырьё, заготовленное в период цветения, после сушки становится непригодным, так как при сушке в естественных условиях цветение продолжается и корзинки становятся колючими. В таких случаях срезают только боковые веточки без потемневших плодоносящих корзинок. Сушку проводят в сушилках при температуре 40—45 °C или в тени под навесами, на чердаках с хорошей вентиляцией, раскладывая слоем 5—7 см. В начале сушки сырьё ежедневно переворачивают. Когда стебли начинают ломаться, сушку сырья прекращают. Срок годности сырья 2 года. Запах сырья специфический, при растирании усиливающийся. Вкус терпкий, с едким привкусом. Основные районы заготовок дикорастущей череды находятся в Белоруссии, на Украине, в Краснодарском и Ставропольском краях России.
В сырье содержится значительное кол-во каротиноидов (до 60—70 мг%), а также флавоноиды: лютеолин-7-глюкозид, халкон бутеин, аурон сульфуретин и другие (более 10 веществ).
Не допускается сбор и применение в лечебных целях других видов череды, так как это может привести к отравлениям. Встречаются Череда лучевая (Bidens radiata Thuill.) и Череда поникшая (Bidens cernua L.) У первой более широкие и плоские корзинки, многочисленные листочки обёртки. Второй вид отличается поникающими корзинками, цельными пильчато-зубчатыми листьями.

#### Фармакологические свойства
Трава череды обладает мочегонными и потогонными свойствами, улучшает пищеварение, нормализует нарушенный обмен веществ. Лекарственные свойства препаратов череды в определённой степени, по-видимому, обусловлены наличием аскорбиновой кислоты и марганца, которые имеют важное значение в физиологических превращениях веществ. Ионы марганца в составе ферментных систем влияют на процессы кроветворения, свёртываемость крови, на деятельность желёз внутренней секреции. Масляные экстракты травы череды, содержащие значительные количества нерастворимого в воде, но хорошо растворимого в жирах каротина, обладают противовоспалительными и ранозаживляющими свойствами. Дубильные вещества, до 66 % которых составляют полифенолы, придают растению ярко выраженные бактерицидные свойства.
Длительное, неумеренное применение череды может привести к обратным результатам, особенно в детской практике — к повышению нервной возбудимости и раздражительности, нарушению стула, падению артериального давления, слабости.

#### Лекарственные формы
Надземная часть. Настой, настойка — при нарушении обмена веществ как средство, улучшающее аппетит и пищеварение, лёгкое потогонное, мочегонное, желчегонное и седативное; как средство для снижения кровяного давления; наружно (в виде ванн и обмываний) — при рахите, подагре, артритах и экссудативном диатезе. В народной медицине настой, отвар (внутрь) — при заболеваниях печени, селезёнки, при бронхитах, сахарном диабете, плохом пищеварении, простуде; как мочегонное при воспалении мочевого пузыря. Внутрь и наружно — при золотухе, рахите, угрях, прыщах, фурункулах и других гнойничковых заболеваниях. Наружно (в виде примочек, общих ванн, ванночек) — при фурункулёзе, нейродермитах, экземах, себорее.
Трава череды входит в состав противозолотушного сбора («Авериного чая»).
Листья. Свежие (растёртые) прикладывают к инфицированным ранам и язвам. Порошок (в виде присыпки) — при гноящихся ранах и язвах.
Используются такие лекарственные формы, как настой травы череды (лат. Infusum herbae Bidentis) и брикеты травы череды (Bricetum herbae Bidentis).

## Элементы агротехники
Для череды отводят увлажнённые, хорошо дренированные участки. Лучшие предшественники — зерновые культуры. При перекопке почвы вносят 4 кг навоза и компоста и по 3 г полного минерального удобрения на 1 м². Оптимальный срок посева семян — за 1—1,5 месяца до наступления устойчивых холодов. При подзимнем посеве семена скарифицируют. Сеют их с междурядьями 60 см, заделывая на глубину 2,5—3 см. Уход за посевами заключается в 4—5-кратном рыхлении почвы на глубину 5—8 см и прополке.

## Классификация

### Таксономия[9]
Bidens tripartita L., 1753, Sp. Pl. : 831
Вид Череда трёхраздельная относится к роду Череда (Bidens) семейства Астровые (Asteraceae) порядка Астроцветные (Asterales). Кладограмма в соответствии с Системой APG IV:
|  |                                      |  |                                   |                                   |                    |  | ещё 10 семейств | ещё 10 семейств |                       |  |                         |  | еще 229 подтвержденных и 171 в статусе "непроверенных" видов и инфравидовых таксонов | еще 229 подтвержденных и 171 в статусе "непроверенных" видов и инфравидовых таксонов |  |
|  |                                      |  |                                   |                                   |                    |  | ещё 10 семейств | ещё 10 семейств |                       |  |                         |  | еще 229 подтвержденных и 171 в статусе "непроверенных" видов и инфравидовых таксонов | еще 229 подтвержденных и 171 в статусе "непроверенных" видов и инфравидовых таксонов |  |
|  |                                      |  |                                   | порядок Астроцветные              |                    |  |                 |                 | род Череда            |  |                         |  |                                                                                      |                                                                                      |  |
|  |                                      |  |                                   | порядок Астроцветные              |                    |  |                 |                 | род Череда            |  | 9 инфравидовых таксонов |  |                                                                                      |                                                                                      |  |
|  | отдел Цветковые, или Покрытосеменные |  |                                   |                                   | семейство Астровые |  |                 |                 | Череда трёхраздельная |  |                         |  |                                                                                      |                                                                                      |  |
|  | отдел Цветковые, или Покрытосеменные |  |                                   |                                   |                    |  |                 |                 |                       |  |                         |  |                                                                                      |                                                                                      |  |
|  |                                      |  | ещё 63 порядка цветковых растений | ещё 63 порядка цветковых растений |                    |  |                 | ещё 1804 рода   | ещё 1804 рода         |  |                         |  |                                                                                      |                                                                                      |  |
|  |                                      |  |                                   | ещё 63 порядка цветковых растений |                    |  |                 |                 | ещё 1804 рода         |  |                         |  |                                                                                      |                                                                                      |  |

### Инфравидовые таксоны
- Bidens tripartita subsp. bullatus  (L.) Rouy
- Bidens tripartita subsp. comosa  (A.Gray) A.Haines
- Bidens tripartita f. anomala  (Farw.) B.Boivin  (в статусе непроверенного по состоянию на декабрь 2022 г.)
- Bidens tripartita f. infirma  (Fernald) B.Boivin  (в статусе непроверенного по состоянию на декабрь 2022 г.)
- Bidens tripartita f. orthodoxa  (Fernald & H.St.John) B.Boivin  (в статусе непроверенного по состоянию на декабрь 2022 г.)
- Bidens tripartita var. fallax  Warnst.  (в статусе непроверенного по состоянию на декабрь 2022 г.)
- Bidens tripartita var. minima  Huds.  (в статусе непроверенного по состоянию на декабрь 2022 г.)
- Bidens tripartita var. minima  Lej.  (в статусе непроверенного по состоянию на декабрь 2022 г.)
- Bidens tripartita var. orientalis  (Velen.) Sherff  (в статусе непроверенного по состоянию на декабрь 2022 г.)

### Синонимы
- Bidens orientalis  Velen.
- Bidens tripartita f. integra  (Peterm.) Koch ex Beck
- Bidens tripartita f. limosa  Kom.
- Bidens tripartita f. minima  (Lej.) Larss.
- Bidens tripartita f. pumila  (Retz.) Roth ex Beck
- Bidens tripartita f. stolonifera  Bolzon
- Bidens tripartita f. tripartita
- Bidens tripartita var. cernuifolia  Sherff
- Bidens tripartita var. tripartita